# ジョン・クリーシー・ダガー賞
ジョン・クリーシー・ダガー賞（ジョン・クリーシー・ダガーしょう、CWA John Creasey Dagger）又はニュー・ブラッド・ダガー賞（ニュー・ブラッド・ダガーしょう、CWA New Blood Dagger）は、CWA賞の一つで、英国推理作家協会 (CWA) がその年の優れた新人作家によるミステリ小説に与える文学賞。CWAの創設者の一人であるジョン・クリーシー（ John Creasey ）を記念して1973年から開始された。受賞作は過去の受賞者による投票で決定し、受賞者には1,000ポンドの賞金と装飾を施されたダガー（短剣）が贈られる。創設時から2002年までは出版社シバース・プレス (Chivers Press) が、2003年からはBBCオーディオブックスがスポンサーを務めている。

## 各年の結果

### 1970年代
- 1973年：キリル・ボンフィリオリ（英語版） "Don't Point That Thing at Me"
- 1974年：ロジャー・L・サイモン（英語版） 『大いなる賭け』
- 1975年：サラ・ジョージ "Acid Drop"
- 1976年：パトリック・アレクサンダー 『大統領暗殺指令』
- 1977年：ジョナサン・ギャッシュ（英語版） "The Judas Pair"
- 1978年：デイヴィッド・セラフィン 『栄光の土曜日』
- 1979年：ポーラ・ゴズリング（英語版） 『逃げるアヒル』

### 1980年代
- 1980年：リザ・コディ（英語版） 『見習い女探偵』
- 1981年：ジェイムズ・リー 『サバイバル・ゲーム』
- 1982年：アンドリュー・テイラー（英語版） 『あぶない暗号』
- 1983年：キャロル・クレモー 『アリアドネの糸』、エリック・ライト（英語版） 『神々がほほえむ夜』
- 1984年：エリザベス・アイアンサイド 『とても私的な犯罪』
- 1985年：ロバート・リチャードスン 『誤植聖書殺人事件』
- 1986年：ネヴィル・スティード 『ブリキの自転車』
- 1987年：デニス・キルコモンズ 『最後の暗殺』
- 1988年：ジャネット・ニール（英語版） 『天使の一撃』
- 1989年：アネット・ルーム 『私のはじめての事件』

### 1990年代
- 1990年：パトリシア・コーンウェル 『検屍官』
- 1991年：ウォルター・モズリイ 『ブルー・ドレスの女』
- 1992年：ミネット・ウォルターズ 『氷の家』
- 1993年：該当作なし
- 1994年：ダグ・J・スワンソン 『ビッグ・タウン』
- 1995年：ローリー・R・キング（英語版） 『捜査官ケイト』、ジャネット・イヴァノヴィッチ 『私が愛したリボルバー』
- 1996年：該当作なし
- 1997年：ポール・ジョンストン 『ボディ・ポリティック』
- 1998年：デニーズ・ミーナ 『扉の中』
- 1999年：ダン・フェスパーマン（英語版） 『闇に横たわれ』

### 2000年代
| 年     | 受賞作                                                | ノミネート作 |
| ------ | ----------------------------------------------------- | --- |
| 2000年 | ボストン・テラン 『神は銃弾』                         | |
| 2001年 | スザンナ・ジョーンズ 『アースクエイク・バード』       | - ジョン・フスコ 『パラダイス・サルヴェージ』 - スコット・フィリップス 『氷の収穫』 - カリン・スローター 『開かれた瞳孔』 - エリザベス・ウッドクラフト "Good Bad Woman"                                           |
| 2002年 | ルイーズ・ウェルシュ 『カッティング・ルーム』         | - デイヴィッド・ベニオフ 『25時』 - スティーヴン・L・カーター 『オーシャン・パークの帝王』 - アラン・グリン 『ブレイン・ドラッグ』 - ジム・ケリー 『水時計』                                                      |
| 2003年 | ウィリアム・ランデイ 『ボストン、沈黙の街』           | - ロッド・ダンカン "Backlash" - C・J・サンソム "Dissolution" |
| 2004年 | マーク・ミルズ 『アマガンセット 弔いの海』            | - デニーズ・ハミルトン 『ジャスミン・トレード』 - キャサリン・ショー "The Three Body Problem" - スタヴ・シェレズ 『野良犬の運河』                                                                                 |
| 2005年 | ドゥレダ・セイ・ミッチェル "Running Hot"              | - クレア・クラーク "The Great Stink" - デヴィッド・マクオーウェン "Grip" - リチャード・クーンツマン "Bloody Harvests"                                                                                             |
| 2006年 | ルイーズ・ペニー 『スリー・パインズ村の不思議な事件』 | - ブライアン・フリーマン 『インモラル』 - キティ・シーウェル "Ice Trap" |
| 2007年 | ギリアン・フリン 『KIZU―傷―』                         | - C・J・エマーソン "Objects of Desire" - デクラン・ヒューズ "The wrong kind of blood" - ブライアン・マギロウェイ 『国境の少女』 - アンドリュー・ペッパー "Last Days of Newgate" - カミラ・ウェイ "Dead of Summer" |
| 2008年 | マット・ベイノン・リース 『ベツレヘムの密告者』       | - ゾーイ・フェラリス "The Night of the the Mi'raj" - エレナ・フォーブス "Die With Me" - カロ・ラムゼイ "Absolution" - トム・ロブ・スミス 『チャイルド44』                                                         |
| 2009年 | ヨハン・テオリン 『黄昏に眠る秋』                     | - デヴィッド・フラー "Sweetsmoke" - ジェームズ・グリーン "Bad Catholics" - ロッド・マドックス "No Way To Say Goodbye" - ロバート・ローテンバーグ 『完全なる沈黙』 - ダン・ウォデル "The Blood Detective"          |

### 2010年代
| 年     | 受賞作                                                 | ノミネート作 |
| ------ | ------------------------------------------------------ | --- |
| 2010年 | ライアン・デイヴィッド・ヤーン 『暴行』                | - サイモン・レリック "Rupture" - ウィリアム・ライアン "The Holy Thief" - ダイアン・ジェーンズ "The Pull of the Moon"                                                                        |
| 2011年 | S・J・ワトソン 『わたしが眠りにつく前に』              | - ダニー・ミラー "Kiss Me Quick" - コナー・フィッツジェラルド 『晩夏の犬 ローマ警察 警視ブルーム』 - サム・ホークン "The Dead Women of Juarez"                                              |
| 2012年 | ワイリー・キャッシュ "A Land More Kind than Home"      | - ターニャ・バーン "Heart-Shaped Bruise" - エワート・ハットン "Good People" - トム・ライト "What Dies in Summer"                                                                            |
| 2013年 | デレク・B・ミラー 『白夜の爺スナイパー』               | - ハンナ・ジェームソン "Something You Are" - マルコム・マッケイ "The Necessary Death of Lewis Winter" - トマス・モグフォード "Shadow of the Rock"                                           |
| 2014年 | レイ・セレスティン 『アックスマンのジャズ』            | - アントニア・ホジソン "The Devil in the Marshalsea" - A・S・A・ハリスン 『妻の沈黙』 - M・J・カーター "The Strangler Vine"                                                                 |
| 2015年 | スミス・ヘンダーソン 『われらの独立を記念し』          | - ポール・E・ハーディスティ "The Abrupt Physics of Dying" - セレステ・イング "Everything I Never Told You" - ケイト・ハマー "The Girl in the Red Coat" - キャロライン・ケプネス 『YOU』     |
| 2016年 | ビル・ビバリー 『東の果て、夜へ』                      | - ティム・ベイカー "Fever City" - ジャックス・ミラー "Freedom's Child" - ニコラス・サール 『老いたる詐欺師』 - オテッサ・モシュフェグ 『アイリーンはもういない』                            |
| 2017年 | クリス・ウィタカー 『消えた子供 トールオークスの秘密』 | - ガイ・ボルトン "The Pictures" - キャサリン・ライアン・ハワード 『遭難信号』 - アリ・ランド 『善いミリー、悪いアニー』 - ダニエル・コール 『人形は指をさす』 - ジョセフ・ノックス "Sirens" |
| 2018年 | メリッサ・スクリヴナー・ラブ "Lola"                    | - ウィリアム・ボイル "Gravesend" - ジョー・イデ 『IQ』 - Danya Kukafka "Girl in Snow" - Khurrum Rahman "East of Hounslow" - エマ・ヴィッキ "Resurrection Bay"                               |